# Domessargues
Domessargues là một xã trong tỉnh Gard thuộc vùng Occitanie, phía nam nước Pháp. Xã Domessargues nằm ở khu vực có độ cao trung bình 160 mét trên mực nước biển.